# I.N.S. Telenews
I.N.S. Telenews era un noticiero emitido por la desaparecida cadena de televisión estadounidense DuMont, entre 1948 y 1949. Cada emisión duraba 15 minutos, y se emitía semanalmente, cada martes a las 7:45 PM. El programa no fue muy popular, y DuMont no volvería a realizar noticieros hasta 1954, con la creación de DuMont Evening News.
No hay registros de posibles grabaciones del programa, principalmente debido a la falta de métodos de grabación que no fueran muy caros ni complejos de utilizar.